# Seznam narodnih herojev Jugoslavije (I)
Seznam narodnih herojev Jugoslavije, katerih priimki se začnejo na črko I.

## Seznam
- Mahmut Ibrahimpašić Mašo (1922–1944), za narodnega heroja proglašen 15. novembra 1944.
- Vojo Ivanović (1914–1980), za narodnega heroja proglašen 27. novembra 1953.
- Dragiša Ivanović (1914–2001), z redom narodnega heroja odlikovan 27. novembra 1953.
- Milun Ivanović (1910–1943), za narodnega heroja proglašen 27. novembra 1953.
- Petar Ivanović Perica (1925–1945), za narodnega heroja proglašen 20. decembra 1951.
- Toma Ivanović Pera Mačkatovac (1923–1943), za narodnega heroja proglašen 9. oktobra 1953.
- Vojislav Ivetić (1920–1943), za narodnega heroja proglašen 5. julija 1951.
- Antonije Ivić (1919–1944), za narodnega heroja proglašen 24. julija 1953.
- Ljubomir Ivković Šuca (1910–1983), z redom narodnega heroja odlikovan 9. oktobra 1953.
- Obren Ivković (1911–1972), z redom narodnega heroja odlikovan 24. julija 1953.
- Ljubo Ilić (1905–1994), z redom narodnega heroja odlikovan 27. novembra 1953.
- Milan Ilić Čiča (1886–1942), za narodnega heroja proglašen 25. septembra 1944.
- Milan S. Ilić (1921–1942), za narodnega heroja proglašen 27. novembra 1953.
- Savo Ilić (1914–1943), za narodnega heroja proglašen 10. julija 1953.
- Rade Iršič (1910–1941), za narodnega heroja proglašen 27. novembra 1953.